# Strajk studentów uczelni łódzkich w 1981 roku
Strajk studentów uczelni łódzkich – protest studencki, który miał miejsce w Łodzi w styczniu i lutym 1981 roku.

## Geneza
Jeszcze pod koniec sierpnia 1980 r. gdańskie środowiska studenckie wysunęły postulat powołania niezależnego stowarzyszenia studentów. 10 września w Warszawie powstał Komitet Założycielski Niezależnego Związku Studentów, kolejne lokalne inicjatywy rodziły się jesienią 1980 roku w całej Polsce. 18 i 19 października na Politechnice Warszawskiej odbył się Zjazd Delegatów Komitetów Założycielskich Niezależnych Organizacji Studenckich w Warszawie, podczas którego wybrano Ogólnopolski Komitet Założycielski Niezależnego Zrzeszenia Studentów. Opracowano statut i wybrano Warszawę na siedzibę główną NZS. 20 października złożono w Sądzie Wojewódzkim w Warszawie wniosek „O zarejestrowanie Niezależnego Samorządnego Związku Zawodowego Studentów o nazwie: Niezależne Zrzeszenie Studentów”.
13 listopada Sąd odrzucił wniosek o rejestrację NZS. W odpowiedzi rozpoczęły się akcje protestacyjne na uczelniach. W Łodzi 6 stycznia na Wydziale Prawa i Administracji Uniwersytetu Łódzkiego rozpoczęła się akcja „Solidarne czekanie”, polegająca na okupowaniu budynku wydziału po zakończeniu zajęć, 8 stycznia do akcji przyłączył się Wydział Ekonomiczno-Socjologiczny, a 11 stycznia rozpoczął się strajk okupacyjny na Wydziale Matematyczno-Fizyczno-Chemicznym. 21 stycznia na Wydziale Filologicznym odbyły się rozmowy studentów z delegacją Ministerstwa Nauki, Szkolnictwa Wyższego i Techniki. Tego samego dnia wieczorem, po zerwaniu rozmów, Wojciech Walczak i Wiesław Urbański ogłosili strajk okupacyjny na Uniwersytecie Łódzkim.

## Przebieg
Strajk rozpoczął się 29 stycznia. Strajkowało ok. 10 000 studentów łódzkich uczelni. Wysuwano postulaty m.in. rejestracji NZS-u, zniesienia przymusu nauczania języka rosyjskiego i przedmiotów indoktrynacyjnych, zniesienia cenzury w wydawnictwach, prawa do swobodnego wyjazdu za granicę, skrócenia służby wojskowej dla studentów, wprowadzenia niezależności uczelni w sprawach naukowych i dydaktycznych, wydłużenia czasu studiów do 5 lat, poszanowania autonomii uczelni przez MO i SB, poprawy sytuacji bytowej studiujących i absolwentów, a ze spraw pozastudenckich także uwolnienia więźniów politycznych oraz ukarania winnych stłumienia protestów robotniczych w grudniu 1970 i 1976 roku.
Ze strony rządu PRL negocjacje prowadziła Komisja Międzyresortowa, której przewodniczył Minister Nauki, Szkolnictwa Wyższego i Techniki, prof. Janusz Górski (rektor Uniwersytetu Łódzkiego w latach 1972–1975), a w składzie byli także przedstawiciele ministerstw Kultury i Sztuki, Zdrowia i Opieki Społecznej, Sprawiedliwości oraz Sztabu Generalnego WP. Ze strony NZS – Międzyuczelniana Komisja Porozumiewawcza, w składzie Maciej Maciejewski, Marek Perliński, Wiesław Potoczny, Wojciech Walczak, Marcin Sobieszczański, Andrzej Bolanowski, Piotr Kociołek, Stanisław Nowak, Krzysztof Sulik, Jan Przybylski, Radosław Żurawski.
Główną siedziba strajkujących był budynek Wydziału Filologicznego Uniwersytetu Łódzkiego.
15 lutego rozmowy zerwano, gdyż władze nie zgadzały się na rejestrację NZS bez dokonania zmian w statucie (żądano m.in. uznania przewodniej roli PZPR i ograniczenia prawa do strajku). W następnych dwóch dniach wybuchły strajki solidarnościowe na innych uczelniach: m.in. Akademii Medycznej w Poznaniu, Uniwersytecie Jagiellońskim w Krakowie, Akademii Górniczo-Hutniczej w Krakowie, Uniwersytecie Warszawskim.
Strajk aktywnie wspierali nauczyciele akademiccy i pracownicy administracyjni uczelni. Przed gmachem codziennie pojawiali się łodzianie, którzy popierali strajkujących.

## Efekty

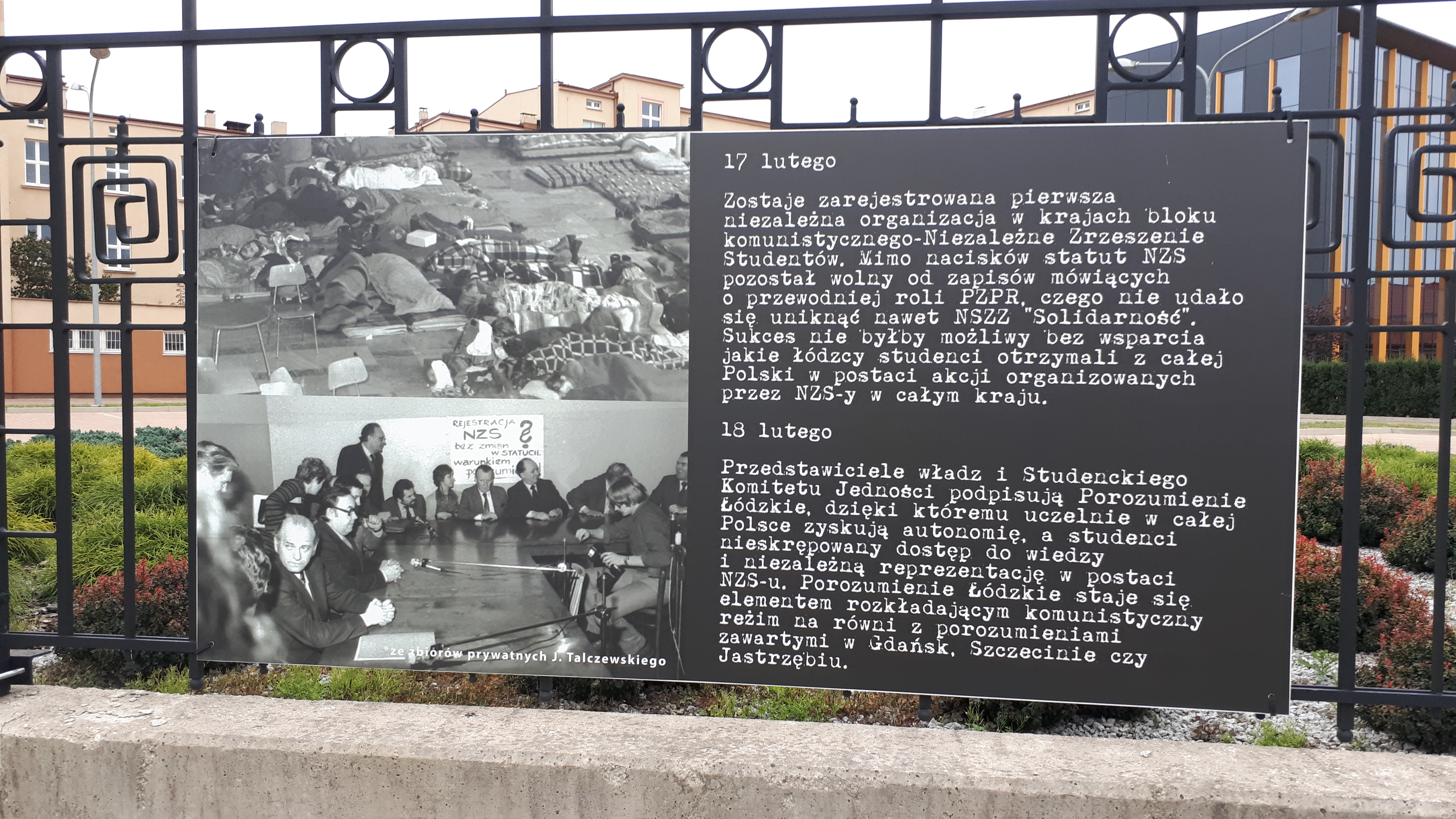

Po prawie miesiącu strajków, 17 lutego sąd zarejestrował pierwszą niezależną organizację w krajach bloku komunistycznego – Niezależne Zrzeszenie Studentów. 18 lutego minister Górski podpisał ze studentami Porozumienie Łódzkie, które zakończyło strajk w Łodzi oraz strajki wspierające na innych uczelniach w Polsce.
Na skutek spełnienia postulatów strajkowych uczelnie zyskały autonomię, a studenci niezależną organizację. Oprócz rejestracji NZS władze zgodziły się spełnić ponad 50 innych postulatów, m.in. skrócić służbę wojskową studentów, zezwolić na wybór lektoratów, wydłużyć okres studiów, obiecano też poprawić sytuację socjalną studiujących.
Strajk trwał 29 dni i był wówczas najdłuższym okupacyjnym strajkiem studenckim w Europie.

## Literatura przedmiotu
- Strajk studentów łódzkich '81 w świetle analiz socjologicznych, praca zbiorowa pod red. Jana Lutyńskiego. Wyd. 2. Łódź: Wydawnictwo Uniwersytetu Łódzkiego, Polskie Towarzystwo Socjologiczne, 2010, ISBN 978-83-7525-356-6.